# Pseudoanthidium eximium
Pseudoanthidium eximium là một loài Hymenoptera trong họ Megachilidae. Loài này được Giraud mô tả khoa học năm 1863.